# Pavlovnie plstnatá na Novém Městě
Pavlovnie plstnatá na Novém Městě byl památný strom v Praze ve Vrchlického sadech poblíž Hlavního nádraží. Památková ochrana byla roku 2002 zrušena z důvodu akutního nebezpečí jeho pádu.

## Parametry stromu
- Výška (m): 12,0
- Obvod (cm): 360
- Ochranné pásmo: ze zákona
- Datum prvního vyhlášení: 08.10.1998
- Datum zrušení: 15.03.2002[1]
- Odhadované stáří: 110 let
- Parcelní číslo: 2313/11[1][2][pozn. 1]

## Popis
Exotický strom z původní sadovnické úpravy parku dosahoval nadprůměrného vzrůstu a věku.

## Další informace
Památná pavlovnie plstnatá rostla v místech před novou odbavovací halou.

## Významné stromy v okolí
- Dub taborský u Národního muzea - Čelakovského sady
- Dub uherský u Italské ulice
- Jinan na Novém Městě - v Panské ulici
- Lípa republiky (Karlovo náměstí)
- Platan javorolistý na Karlově náměstí